# Ivnyansky (huyện)
Huyện Ivnyansky (tiếng Nga: ? райо́н) là một huyện hành chính tự quản (raion), của Tỉnh Belgorod, Nga. Huyện có diện tích 878 kilômét vuông, dân số thời điểm ngày 1 tháng 1 năm 2000 là 24000 người. Trung tâm của huyện đóng ở Novo Ivanyovka.